# Vlag van Baarn

Vlag van de gemeente Baarn

Oude vlag van Baarn (niet-officieel)

De vlag van Baarn is op  27 januari 1999 door de gemeenteraad vastgesteld als gemeentelijke vlag van de Nederlandse gemeente Baarn. De vlag kan als volgt worden beschreven:
Drie banen van gelijke lengte van blauw en geel, de middelste baan beladen met een Grieks kruis met een hoogte van 2/5 van de vlaghoogte en met een armdikte van 1/10 van de vlaghoogte, geplaatst in het midden.
De kleuren zijn, conform de richtlijnen van de Hoge Raad van Adel, ontleend aan het gemeentewapen. In het wapen van Baarn staat een gouden bisschop afgebeeld op een veld van azuur (geel op blauw). De staande bisschop is voor de vlag omgezet in een verticale gele baan. Omdat een bisschop niet toegestaan is op vlaggen, werd deze gesymboliseerd door een blauw kruis dat het borstkruis van het gewaad van een bisschop voorstelt. Het ontwerp was van Hans van Heyningen.
De vlag wordt gebruikt bij gemeentelijke evenementen en speciale gebeurtenissen in Baarn. Tot 2013 werd er gevlagd vanuit de Pauluskerk naast het gemeentehuis. Door de slechte constructie van de kerktoren werd hiermee gestopt.
Volgens "Wie Wat Waar?" Jaarboek 1940, een jaarlijkse uitgave van het Rotterdamsch Nieuwsblad in november 1939, was de vlag van Baarn: twee banen in de kleuren blauw op wit.

## Verwant symbool

Het wapen van Baarn